# Đông hầu trắng
Turnera subulata là một loài thực vật có hoa thuộc chi Đông hầu trong họ Lạc tiên. Loài này được James Edward Smith miêu tả khoa học đầu tiên năm 1817.

## Hình ảnh

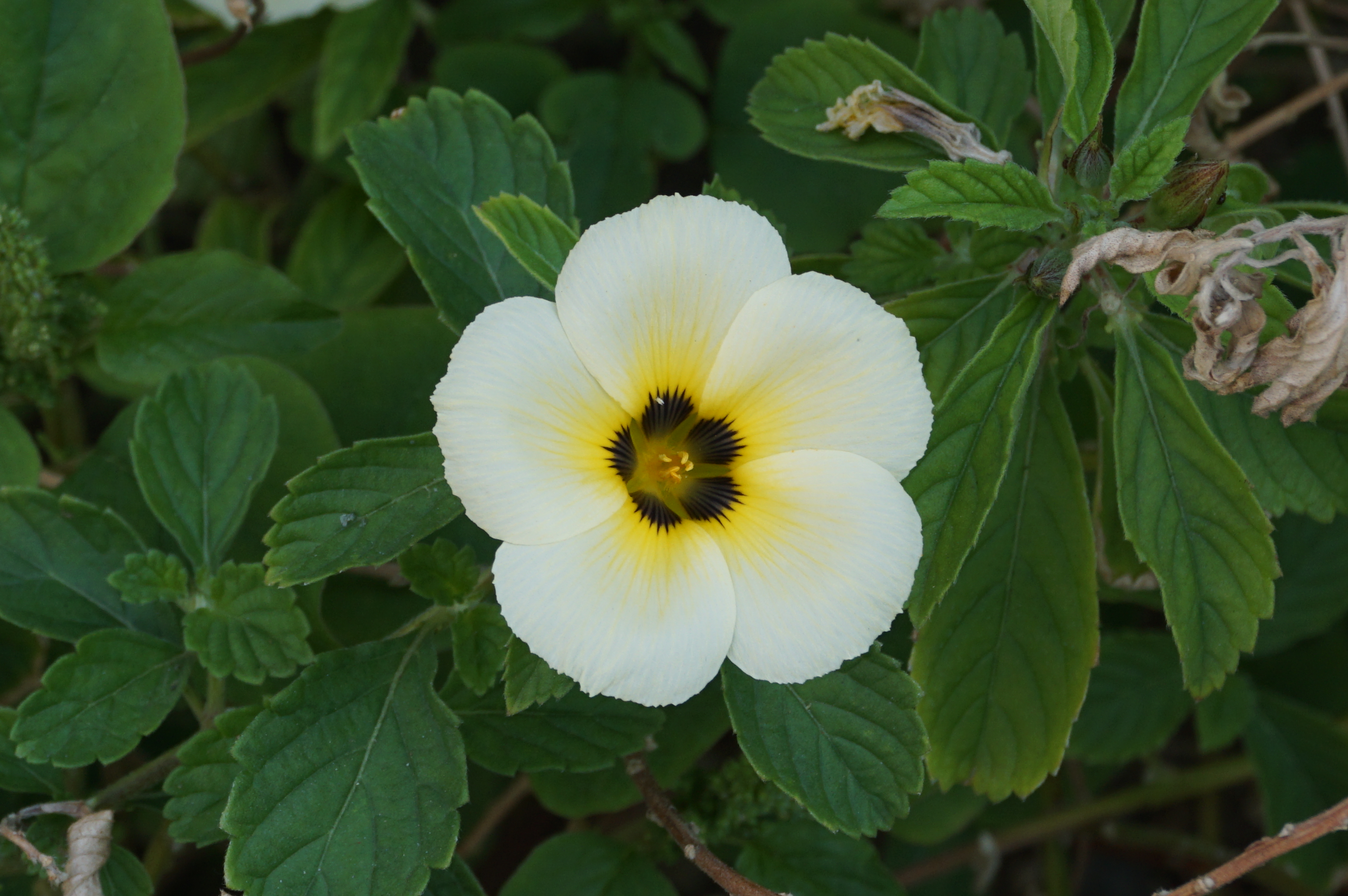
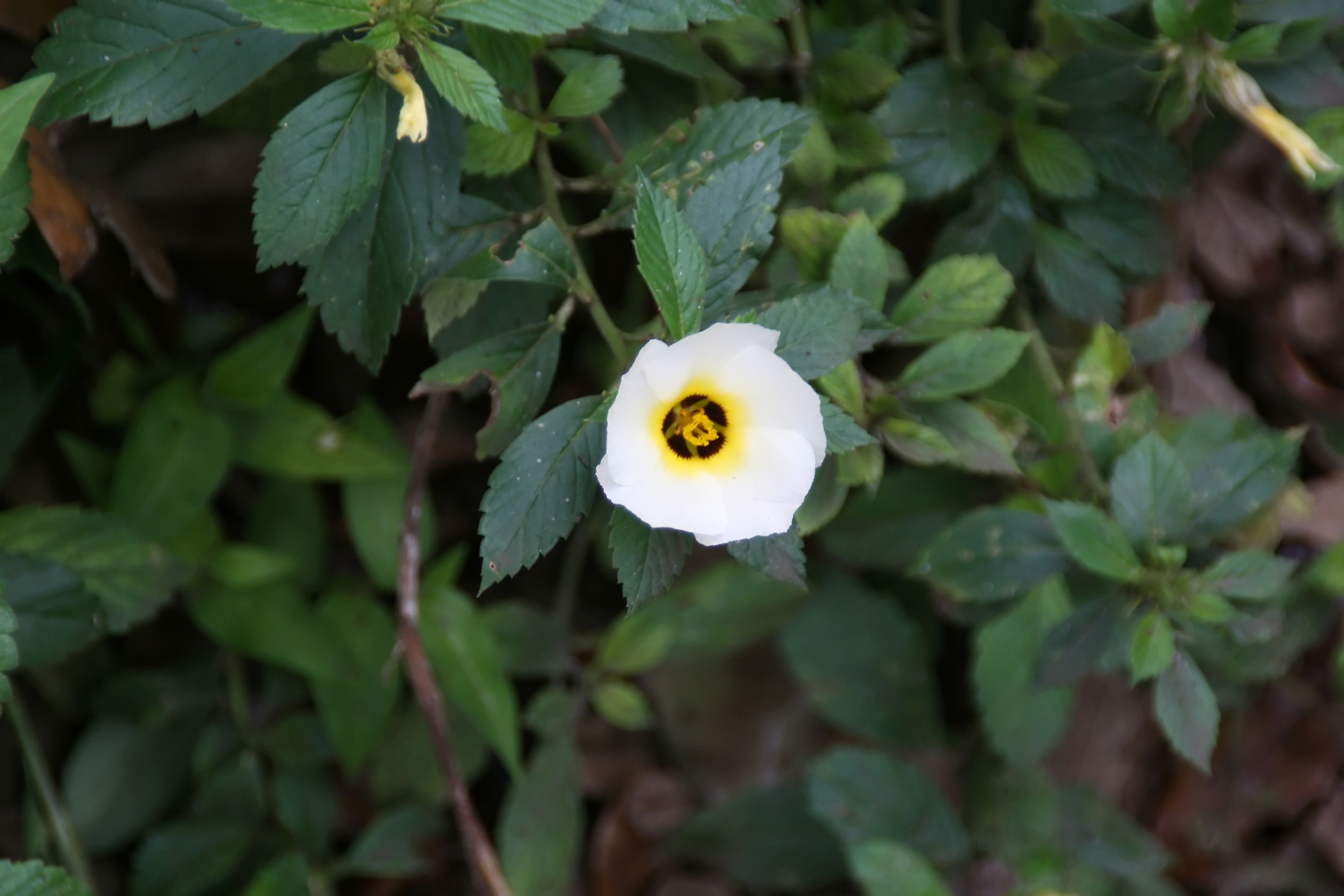
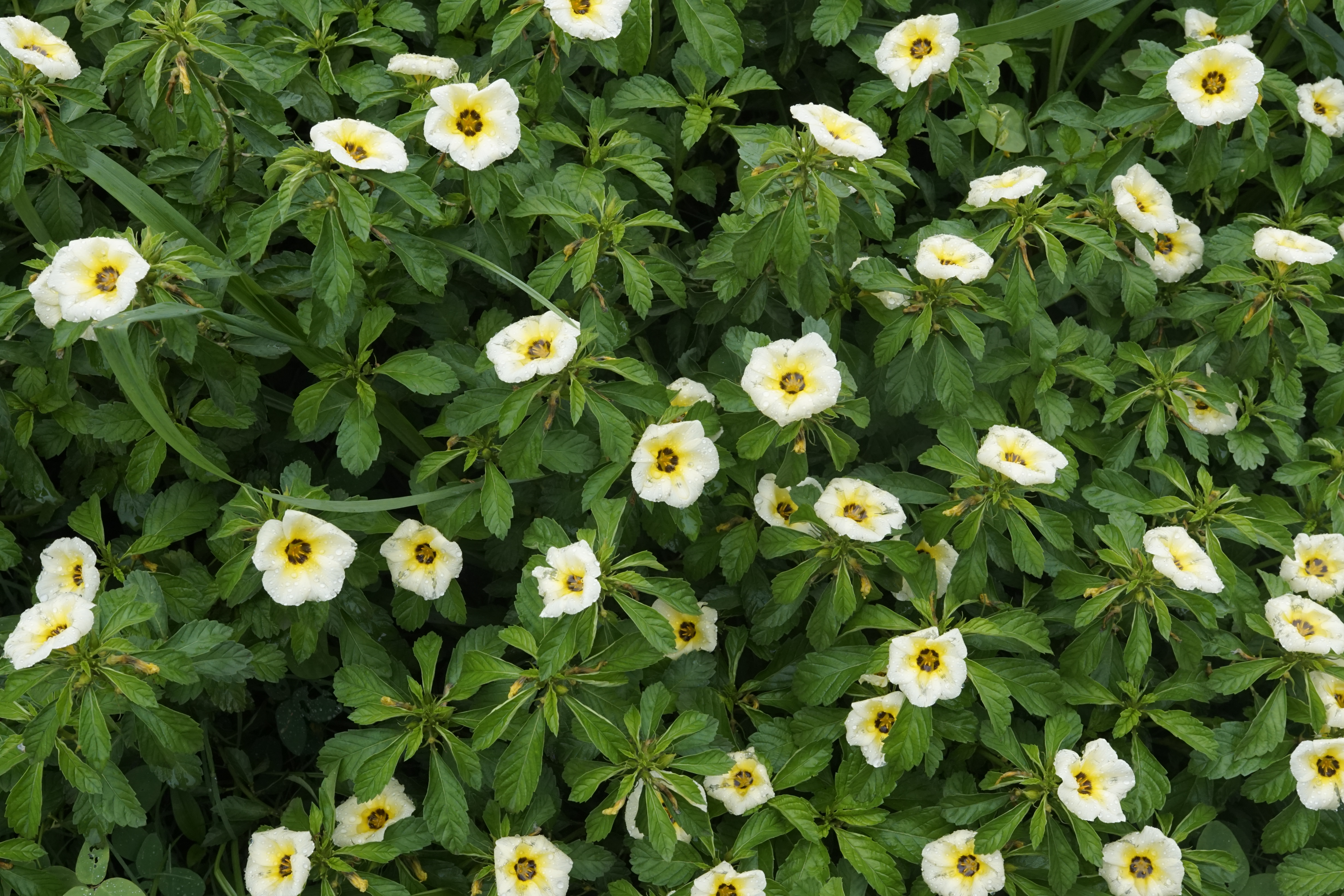
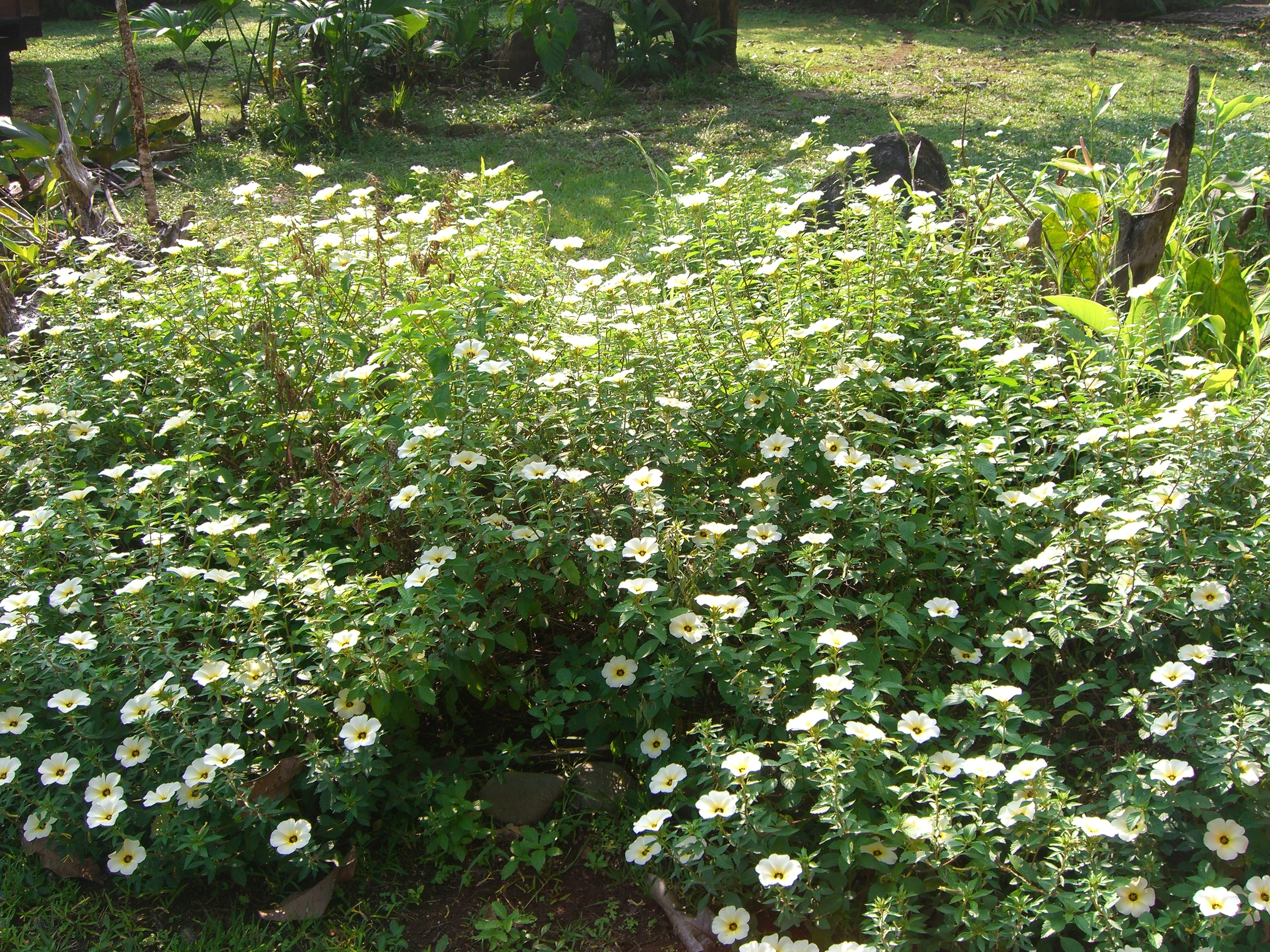